# Contea di Ye
La contea di Ye (叶县S, Yè XiànP) è una contea della Cina, situata nella provincia di Henan e amministrata dalla prefettura di Pingdingshan.